# Лібація

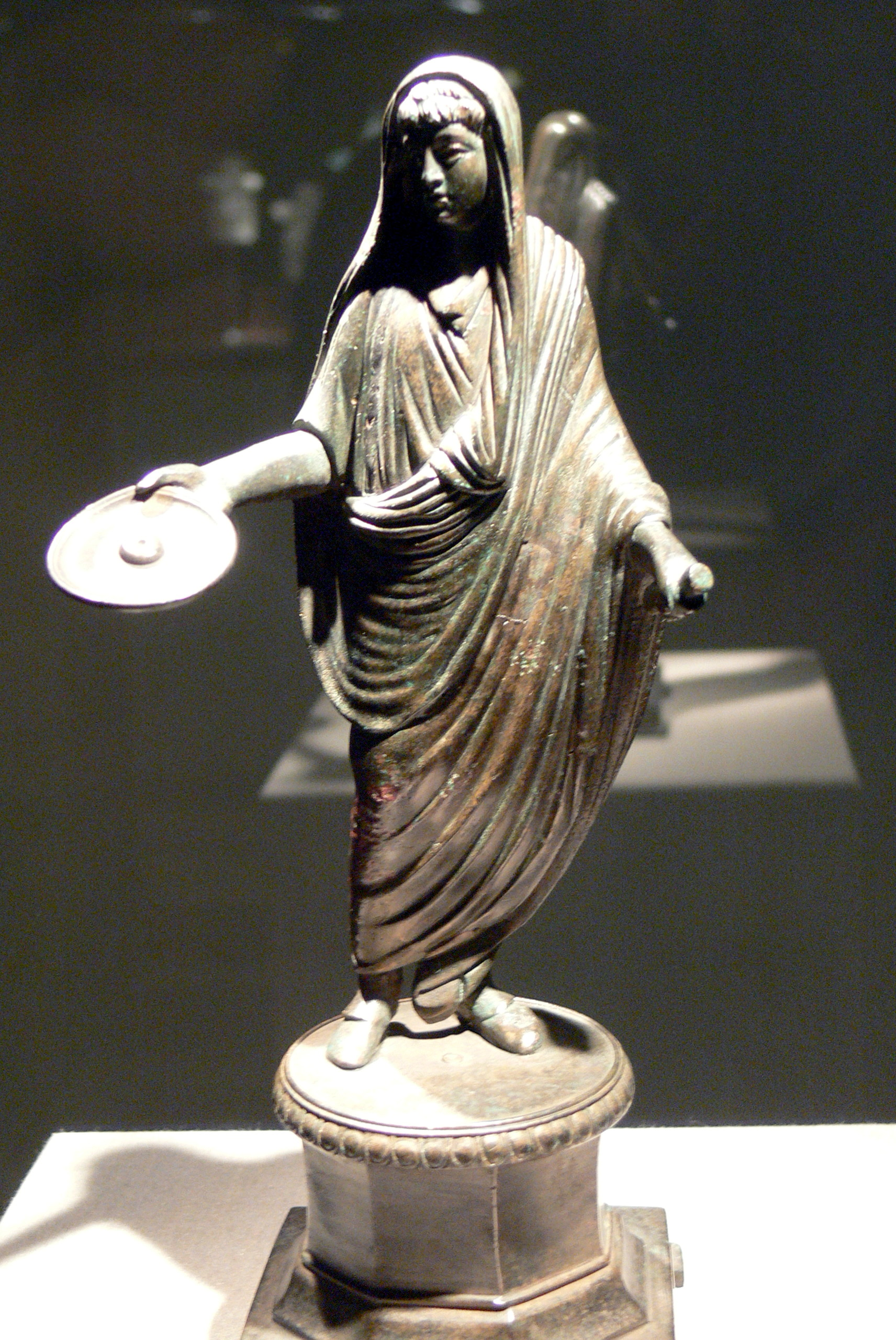
Римська бронзова статуетка священика Capite velato, що витягує патеру в жесті лиття, II-III століття н. е.

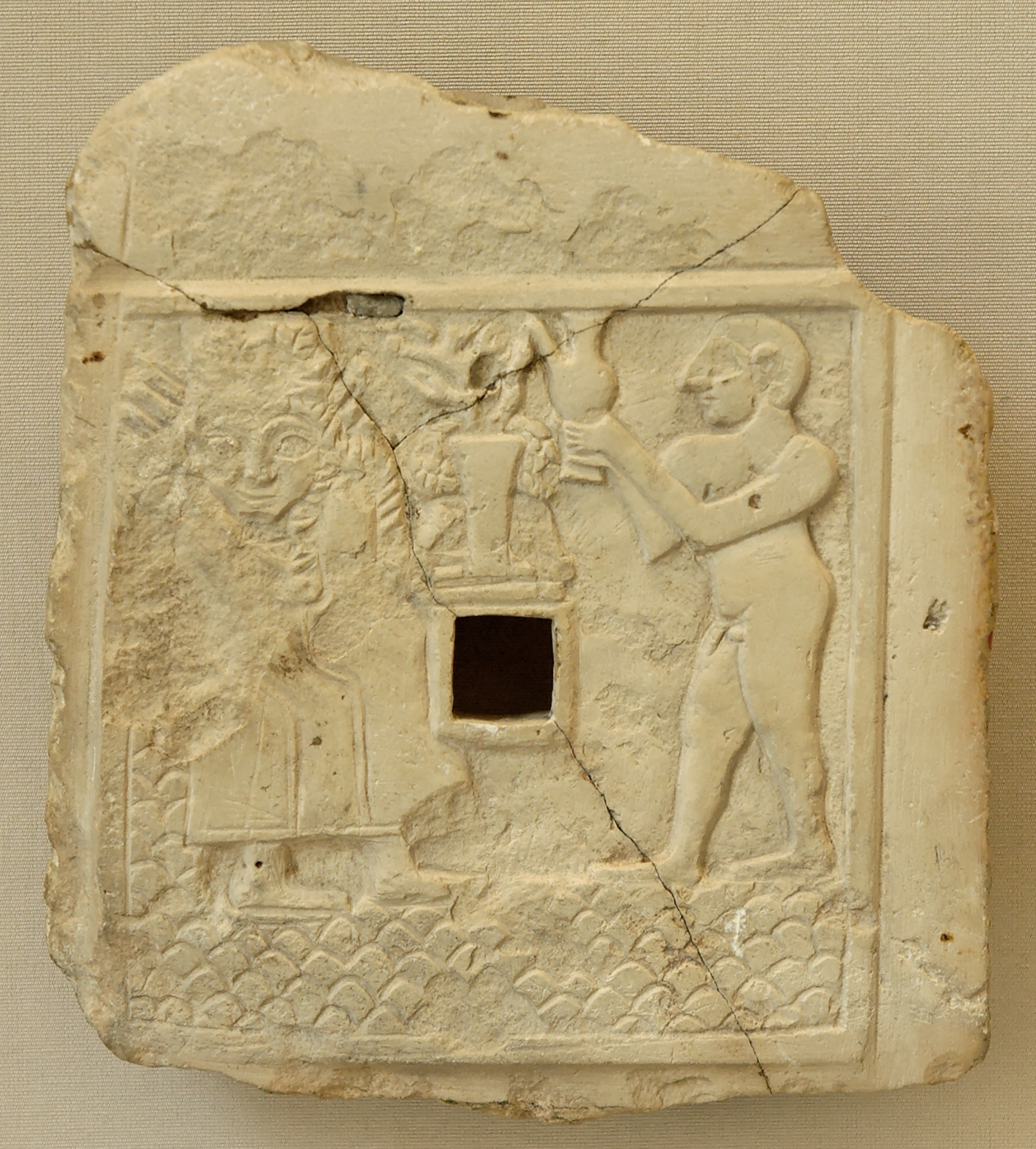
Рельєф поливання богині рослинності (бл. 2500 до н. е.), Знайдено у стародавньому Гірсу, нині в Луврі

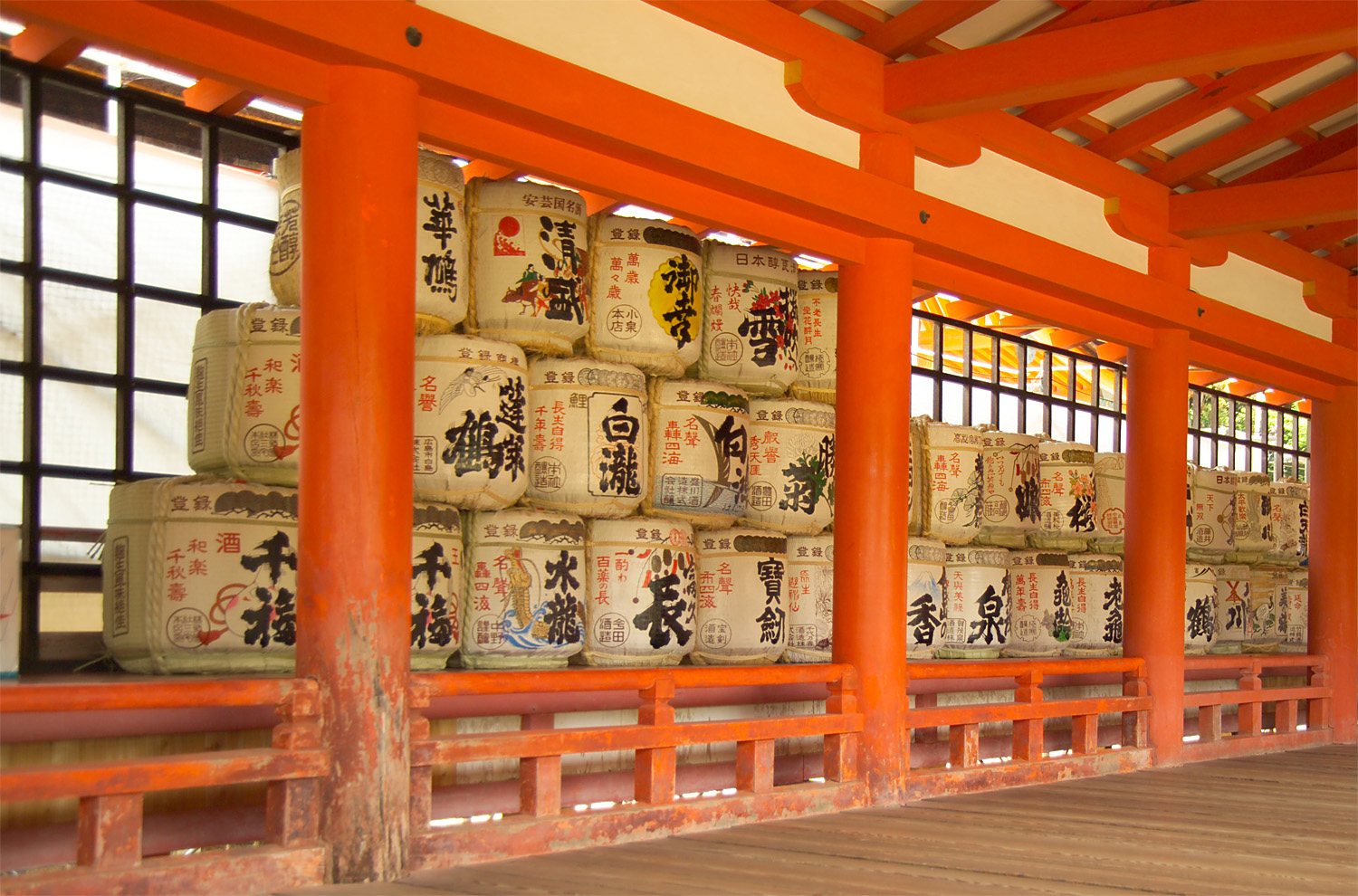
Бочонки з саке, святилище Іцукусіма

Лібація, вилив — частина релігійного ритуалу жертвопринесення, є «безкровним» жертвопринесенням (тобто жертвуються вино, мед, вода та ін.) і характерна майже всім стародавнім релігіям.
Існують свідчення про стародавні виливи в Межиріччі, Єгипті, на Криті та в Індії. У Біблії згадується в книгах Буття (Яків у Вефілі приносить в жертву олію), Чисел (вилив регламентується з іншими жертвопринесеннями), 2-му посланні Тимофію (ἐγὼ γὰρ ἤδη σπένδομαι)
У Стародавніх Греції та Римі застосовувалися дуже широко, як під час урочистих ритуалів, а й у бенкетах і симпосіях. Герон Олександрійський навіть описав конструкцію особливого автомата для виливань.
В Азії такого роду жертви поширені в шаманізму, буддизмі та синтоїзмі, в Америці - в індіанських релігіях. Вони характерні і для пережитків культу предків у сучасній Росії, наприклад, для старовірців.